# 康納龍屬
康納龍屬（學名：Kangnasaurus）是鳥腳亚目禽龍類恐龍的一屬，生存於下白堊紀的南非。康納龍的化石只有一顆牙齒，可能還有一些身體部分的骨頭，故通常被認為是疑名。康納龍被分類在類似橡樹龍的橡樹龍科。

## 發現歷史
模式種是庫氏康納龍（K. coetzeei），是在1915年由席尼·賀頓（Sidney H. Haughton）描述、命名的。屬名是以化石發現處的Kangnas農場為名，種名則是以農場擁有者Coetzee為名正模標本（編號SAM 2732）是一顆牙齒，發現於南非開普省奧蘭治河流域的Kangnas農場，位於地底34公尺處。化石發現處的地層年代仍不確定，可能屬於白堊紀早期。席尼·賀頓當時認為這顆牙齒來自於上頜骨；但在1985年，Michael Cooper再度鑑定，發現這顆牙齒來自於齒骨。這兩個不同的鑑定結果造成分類上的差異，席尼·賀頓將康納龍歸類於禽龍科，而Michael Cooper將康納龍歸類於更原始的橡樹龍科。
席尼·賀頓曾將數個其他化石歸類於康納龍，包含：五個部分股骨、一部分脛骨、一個部分蹠骨、脊椎、以及一些無法辨識的骨頭。以上化石發現於其他地點，席尼·賀頓並不確定這個化石是否屬於康納龍；Michael Cooper也沒有做出結論。
康納龍通常被認為是疑名。在2007年，Ruiz-Omeñaca等人的橡樹龍科研究比較康納龍與其他橡樹龍科的脛骨，認為康納龍有可能是個有效屬。如同其他基礎禽龍類，康納龍是種二足植食性動物。

## 外部連結
- https://web.archive.org/web/20090425151715/http://www.thescelosaurus.com/iguanodontia.htm